# 媒體智庫有限公司
媒體智庫有限公司（Media Plus Hong Kong Limited）是香港一家電視節目發行公司，2002年成立，主要从事衛星電視頻道策劃及執行、頻道發行、收費電視業務、節目發行、節目制作 及 廣告業務,以及供應節目內容 - 電視台、流動媒體、寬頻多媒體 、音像發行公司 及 3G手機平台等

## 業務範圍
媒體智庫有限公司主要䦹附責於香港及其他華語地區的電視頻道營運策略顧問,當中包括頻道及節目發行,頻道開設、製作及投資和廣告業務代理。

### 市務策劃
媒體智庫根據多年市務策劃經驗，為客戶度身訂做出最設合的需要的市場介劃, 協助客戶拓展商機。提供市務策劃,媒體企劃,以及公關活動和廣告。

## 電視頻道許可
媒體智庫向13個國家和地區的13個國家和地區分發了8個衛星電視頻道，例如台灣，新加坡，馬來西亞，澳門，韓國，新西蘭，日本，北美，歐洲，澳大利亞和印度尼西亞等。

### 現在
- KLT-靖天國際台（前稱「家娛國際台」）
- 亞洲旅遊台
- Arirang
- 美亞電影台
- 三立國際台
- 中天亞洲台
- 靖洋戲劇台
- 人間衛視

已結束
- 環宇購物佳
- 台視國際台
- 華娛衛視
- 中國旅遊與經濟台
- 嘉麗台（前稱「家娛頻道」）
- 東風國際頻道（前稱「新亞東風/吉本東風」）
- JET國際台

## 相关公司
- fnB Channel Co. Ltd.
- Great Sound Co.Ltd.